# Čechomor
Čechomor es un grupo musical checo de estilo musical folk rock, fundado en Praga en 1988. Su música combina instrumentos tradicionales como por ejemplo el violín, acordeón, violoncello, metales con instrumentos más ligados al rock, como la guitarra eléctrica y la batería.

## Historia del grupo
El nombre original del grupo era Českomoravská nezávislá hudební společnost y sus miembros se habían especializado en la música de acompañamiento de bodas y funerales. Para este tipo de ocasiones, ellos vestían el kroj, traje tradicional.
Tras la colaboración con Jaz Coleman en el álbum Promeny ('Transformaciones') y su participación en el documental ficticio Rok ďábla, junto a Jaromír Nohavica, el grupo alcanzó la fama y se convirtió en una de las bandas más famosas de la República Checa.
A lo largo de su carrera, Čechomor han colaborado con diversos artistas de diferentes países, tales como Lenka Dusilová, Jaromír Nohavica, Jaz Coleman, Iarla O´Lionaird, Joji Hirota, Ewa Farna, Gerry Leonard, Suzanne Vega o Tony Levin.

## Discografía

### Álbumes, recopilaciones
- 1991: Dověcnosti
- 1996: Mezi Horami
- 2000: Čechomor
- 2001: Proměny, arreglos orquestales de Jaz Coleman con la Orquesta Nacional de Praga.
- 2002: Rok ďábla, banda sonora original de la película del mismo nombre, con Jaromír Nohavica y Killing Joke, entre otros.
- 2002: Čechomor live
- 2003: Proměny Tour 2003
- 2004: Čechomor 1991 - 1996, recopilación.
- 2005: Co sa stalo nové
- 2006: Stalo sa živě
- 2007: Sváteční Čechomor
- 2008: BSO - Svatba na bitevním poli.
- 2008: Pověsti moravských hradů a zámků.
- 2009: Pověsti českých hradů a zámků.
- 2009: Pověsti slezských hradů a zámků
- 2010: Písně z hradů a zámků
- 2011: Místečko
- 2011: Čechomor v Národním
- 2013: Čechomor 25 - Český Krumlov live
- 2015: Svátečnější